# Posen (Michigan)
Posen – wieś w hrabstwie Presque Isle, w stanie Michigan, w USA, będąca siedzibą gminy Posen. Według danych z 2010 roku Posen zamieszkiwały 234 osoby. Zdecydowana większość z nich ma polskie korzenie i do dziś nosi polskie nazwiska, wielu z nich nadal posługuje się ojczystym językiem. Miejscowość znana jest w okolicy z dorocznego festiwalu ziemniaczanego (Posen Potato Festival).

## Historia
W kwietniu 1870 Kazimierz Kulich, imigrant z Prowincji Poznańskiej, ogrodził kilkadziesiąt akrów ziemi na północy Michigan, w pobliżu jeziora Huron. 22 kwietnia zalegalizował to w Detroit Land Office. Wkrótce w jego ślady poszli kolejni osadnicy z Wielkopolski, w większości pochodzenia polskiego i wyznania katolickiego, choć zdarzali się również niemieccy luteranie. Od początku zajęli się głównie uprawą roli (po uprzednim wyrębie gęstych lasów), zwłaszcza zaś ziemniaków, które do dziś zajmują większość areału uprawnego w okolicy.
Pomysłodawcą nazwy wsi (na cześć Poznania, stolicy regionu, z którego pochodzili osadnicy) był jezuita, ojciec Szulak, przysłany w tę okolicę z posługą duszpasterską przez ówczesnego biskupa Detroit, Caspara Henry’ego Borgessa. Szulak w 1874 dotarł łodzią spod Detroit do Rogers City, i odprawił pierwszą mszę świętą w domu Valentina Losinskiego.
Kościół parafialny pw. Św. Kazimierza zbudowano w 1891. Sześć lat później powstał we wsi również zbór luterański.
Rada Miasta Posen zebrała się po raz pierwszy 8 maja 1907. Do pierwszych decyzji radnych należało zabezpieczenie miejscowości przed ogniem, toteż postanowiono zbudować baseny przeciwpożarowe i zakupić wóz strażacki. Kiedy wóz przyjechał do miasteczka, przeznaczono jeden z budynków (należący do Josepha Lewandowskiego) na remizę strażacką. Remiza ochotniczej straży mieści się tam do dziś.
W 2000 redakcja poznańskiego oddziału Gazety Wyborczej nawiązała kontakt z Posen. Efektem tego był cykl reportaży w GW przybliżających czytelnikom to miasteczko oraz ufundowanie przez redakcję specjalnej tablicy pamiątkowej. Tablica, przypominająca korzenie mieszkańców Posen, stanęła w samym środku wsi.

## Szkolnictwo i sport
W centrum Posen leży Posen Consolidated School. To połączone przedszkole, szkoła podstawowa, gimnazjum i liceum. Powstała w 1955 z połączenia wszystkich czterech miejscowych szkolnych okręgów (Posen, Krakow, Metz i Pulaski). W 1957 zbudowano budynek szkoły, który konsekwentnie rozbudowywano przez kolejne lata. 
Corocznie do szkoły uczęszcza ponad 300 uczniów (niektórzy spoza gminy). Część przedmiotów (np. języki obce) nauczane są dzięki antenom satelitarnym – zajęcia prowadzone są na odległość z Indian River. Większość absolwentów kontynuuje naukę na uniwersytetach.
Dumą miejscowej szkoły jest drużyna futbolu amerykańskiego Posen Vikings.

## Prasa lokalna
W samym Posen nie ukazują się żadne gazety, poza wychodzącym sporadycznie biuletynem miejscowej izby handlowej (Posen Chamber of Commerce). Mieszkańcy czytają więc na co dzień dzienniki z Detroit oraz Alpena News (wydawana w nieodległej Alpenie). W najbliższym mieście – Rogers City – ukazuje się tygodnik Presque Isle County Advance, wydawany nieprzerwanie od 1878. To najstarsze działające bez przerwy przedsiębiorstwo w hrabstwie.

## Posen Potato Festival
Festiwal organizowany od 1951 (o charakterze dożynkowym) jest jedną z największych imprez w północnym Michigan. Co roku przyjeżdża nań ok. 30 tys. gości z całego stanu. Podczas festiwalu prezentowane są różne potrawy – głównie z ziemniaków, ale jest też miejsce dla innych, tradycyjnych, polskich dań (m.in. lazy pierogi, ushka i golabki). Żelaznym punktem każdego festiwalu jest wielka parada, której królową jest aktualna Miss Posen. Organizowane są też koncerty i potańcówki, a także różne zawody samochodowe (m.in. demolition derby). Posen Potato Festival organizowany jest zawsze w pierwszej połowie września.